# Bruliny
Bruliny (prononciation : [bruˈlinɨ]) est un village polonais de la gmina de Świercze dans le powiat de Pułtusk de la voïvodie de Mazovie dans le centre-est de la Pologne.
Il se situe à environ 25 kilomètres à l'ouest de Pułtusk (siège du powiat) et à 52 kilomètres au nord de Varsovie (capitale de la Pologne).

## Histoire
De 1975 à 1998, le village appartenait administrativement à la voïvodie de Ciechanów.